# Palacio Braceras

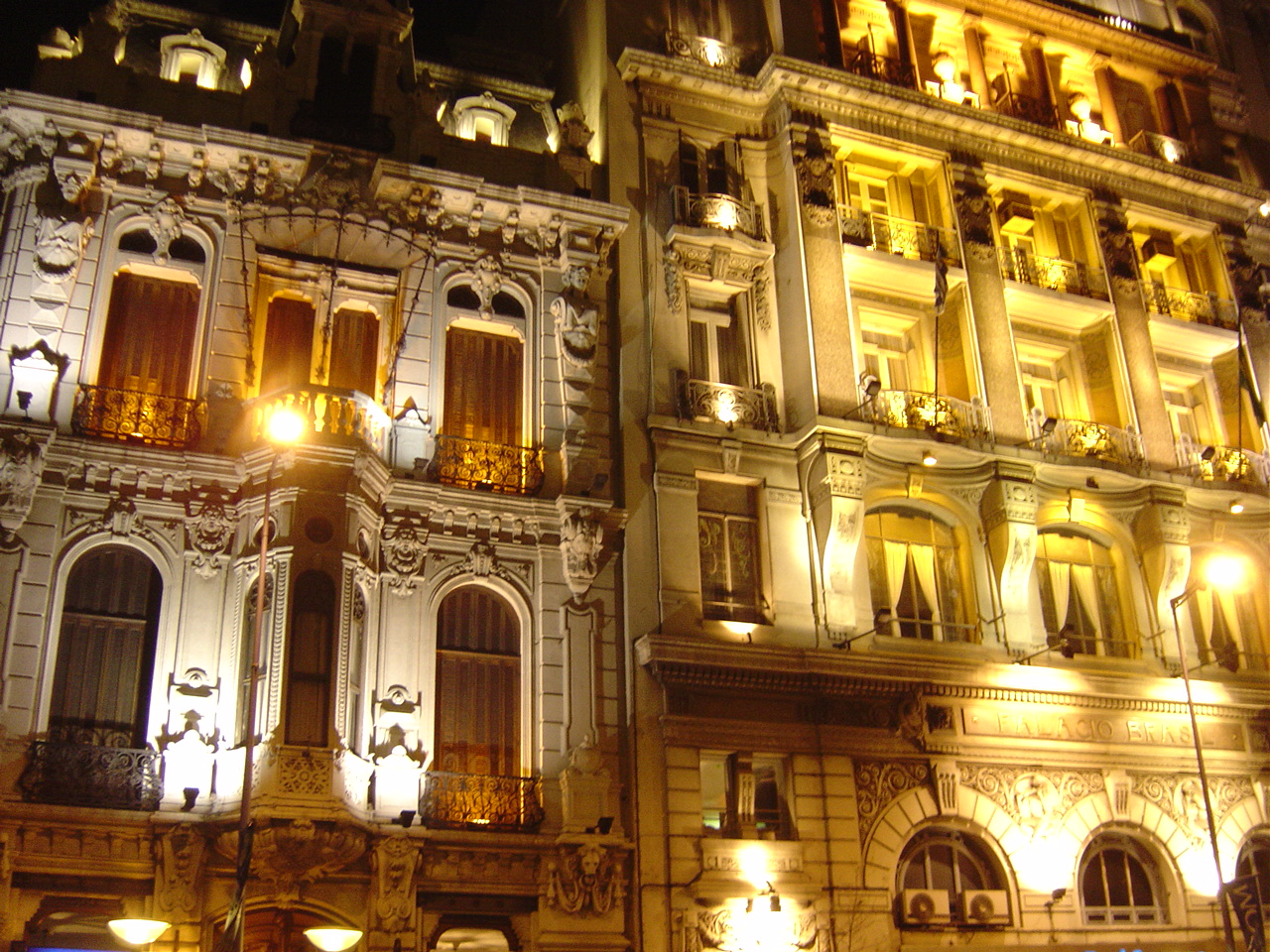
Palacio Braceras (rechts)

Der Palacio Braceras, auch als Palacio Brasil bezeichnet, ist ein Bauwerk in der uruguayischen Landeshauptstadt Montevideo.
Das Gebäude wurde infolge der aus dem Jahr 1918 stammenden Baugenehmigung errichtet und befindet sich im Barrio Centro an der Avenida 18 de Julio 984–994 zwischen den Straßen Julio Herrera y Obes und Wilson Ferreira Aldunate. Für den Bau zeichnete als Architekt Camilo Gardelle verantwortlich. Während hier vormals ein Theater und Wohnappartements untergebracht waren, beherbergt das Gebäude mittlerweile eine Bank, Büroräume und einen Kulturverein. Das Bauwerk wird dem historischen Eklektizismus zugeordnet.
Seit 1995 ist der Palacio Braceras als Bien de Interés Municipal klassifiziert.